# Schwinge
De Schwinge  is een 29 km lange linker zijrivier van de Elbe in de Duitse deelstaat Nedersaksen.
Ze stroomt langs de dorpen Fredenbeck en Wiepenkathen, gemeente Stade, door de stad Stade en mondt, ongeveer op zeeniveau, 4½ km ten noorden van de oude haven van die stad, bij Stadersand, gemeente Stade, uit in de Elbe. De bron, op 9 meter boven zeeniveau, bevindt zich in het hoogveenreservaat Hohes Moor nabij het dorpje Kutenholz.
Tot en met de 19e eeuw was er op de Schwinge veel vrachtvervoer met kleine binnenschepen. Er werd o.a. turf uit de talrijke venen in de omgeving, en ook land- en tuinbouwproducten vervoerd. Een populair scheepstype was de ewer, een klein zeilschip dat door één persoon kon worden bestuurd.
Bij de monding van de Schwinge in de Elbe is, na de stormvloed van 1962, een stormvloedkering gebouwd. In die tijd werd ook een aantal andere waterwerken gemoderniseerd, waardoor de Schwinge bovenstrooms van Stade alleen nog voor kleine plezierbootjes en kano's bevaarbaar is.
Een groot deel van het dal van de Schwinge is Landsschaftsschutzgebiet, beschermd landschap in het kader van Natura 2000.